# Prostennop
Els prostennops (Prosthennops) són un gènere extint d'artiodàctils de la família dels pècaris (Tayassuidae) que visqueren a les Amèriques entre el Miocè mitjà i el Plistocè inferior. Se n'han trobat restes fòssils a Costa Rica, els Estats Units, Hondures i Mèxic.
A la Formació Curré (província costa-riquenya de Puntarenas) se n'han trobat part d'un maxil·lar inferior dret, dents molars, parts de dents canines i incisives i falanges de 5,8 milions d'anys d'antiguitat. Els prostennops coexistien amb altres pècaris, com ara Platygonus i Protherohyus.
Tenien una alçada a la creu d'aproximadament 76 cm. Els individus del nord de la seva distribució eren més grossos que els del sud de Centreamèrica. Les dents canines apuntaven cap avall. Tenien el crani robust, amb ossos zigomàtics prominents com els dels facoquers africans. Eren omnívors que s'alimentaven de plantes, núcules, arrels i animals petits.